# Ulica gen. Józefa Dwernickiego w Krakowie
Ulica gen. Józefa Dwernickiego – ulica w Krakowie, w dzielnicy II Grzegórzki, na Wesołej. 
Łączy ulicę Sołtyka z ulicą Grzegórzecką. Jest jednojezdniowa.

## Historia
Ulica została w obecnym kształcie wytyczona w 1895 roku i stanowiła wówczas końcowy odcinek ulicy Blich. W 1912 roku Rada Miasta Krakowa nadała ulicy obecną nazwę dla upamiętnienia gen. Józefa Dwernickiego, polskiego wojskowego, generała, dowódcy kawalerii w powstaniu listopadowym.

## Zabudowa
Obecna zabudowa ulicy ma charakter mieszkalny – stanowią ją głównie kamienice czynszowe powstałe w latach 90. XIX wieku i na początku wieku XX.
- ul. gen. Józefa Dwernickiego 1 (ul. Grzegórzecka 4) – kamienica. Projektował Kazimierz Hanisz, 1892.
- ul. gen. Józefa Dwernickiego 2 (ul. Blich 9) – kamienica. Projektował Stanisław Ujejski, 1909[a].
- ul. gen. Józefa Dwernickiego 3 – kamienica, ok. 1890.
- ul. gen. Józefa Dwernickiego 4 – kamienica. Projektował Józef Wejnberger, 1930[b].
- ul. gen. Józefa Dwernickiego 5 – kamienica, 1913.

- ul. gen. Józefa Dwernickiego 6 – kamienica. Projektował Salomon Feldmann, 1922[b].
- ul. gen. Józefa Dwernickiego 7 – kamienica. Projektował Kazimierz Hanisz, 1892[c].

Opracowano na podstawie źródła: Gminnej ewidencji zabytków – Kraków.

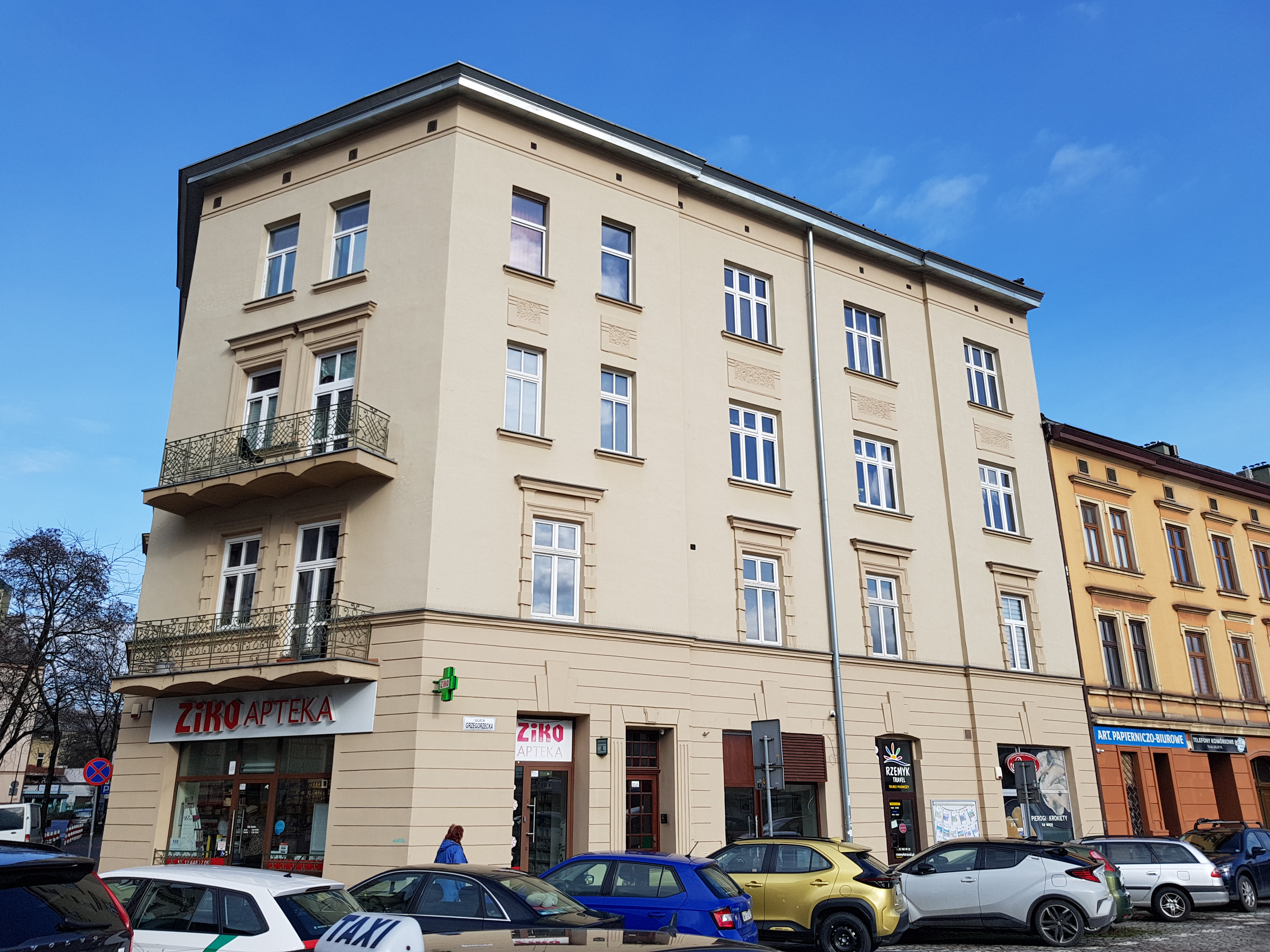
ul. Józefa Dwernickiego 1 Kamienica (proj. Kazimierz Hanisz, 1892)
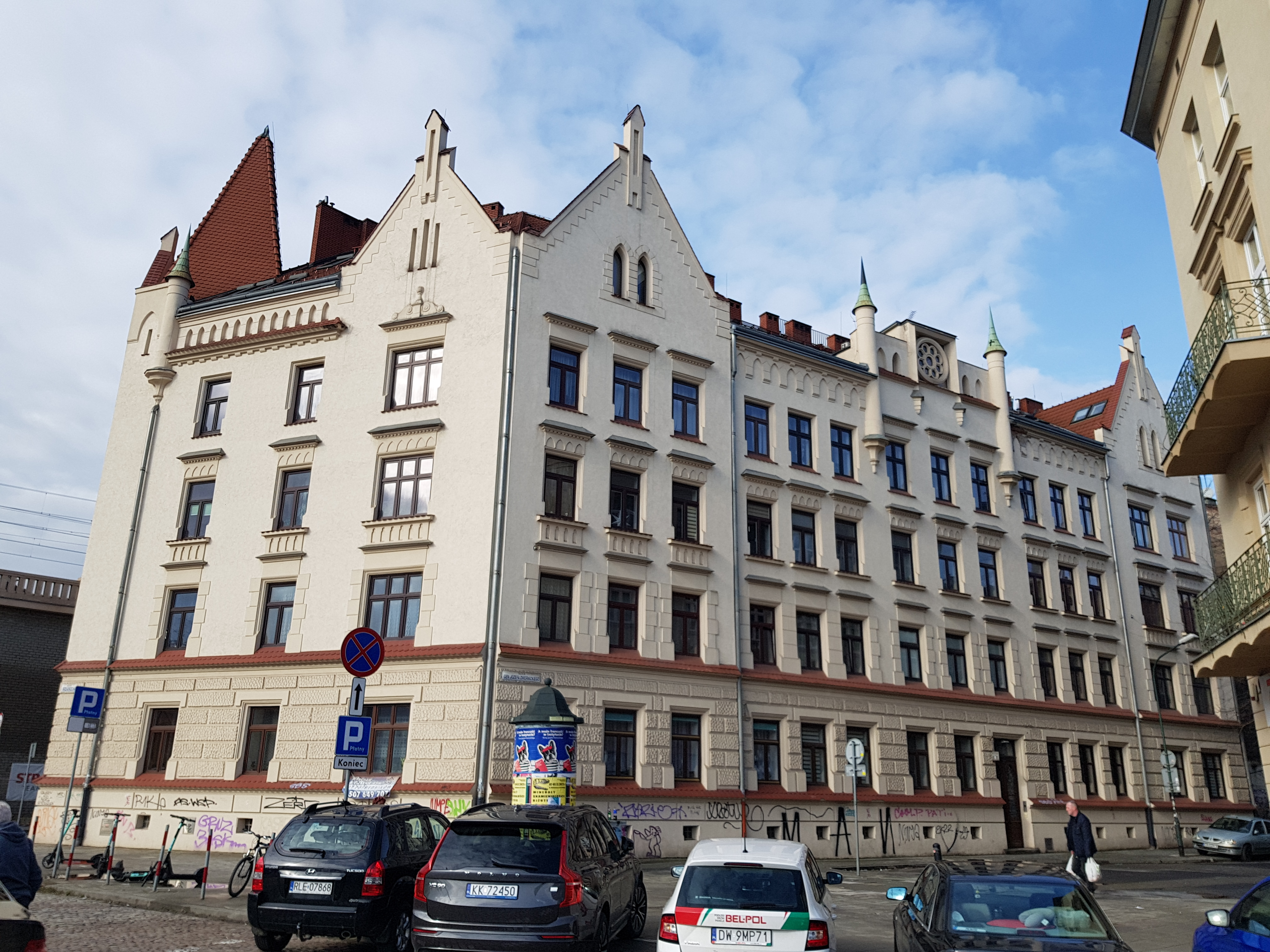
ul. Józefa Dwernickiego 2 Kamienica (proj. Stanisław Ujejski, 1909)
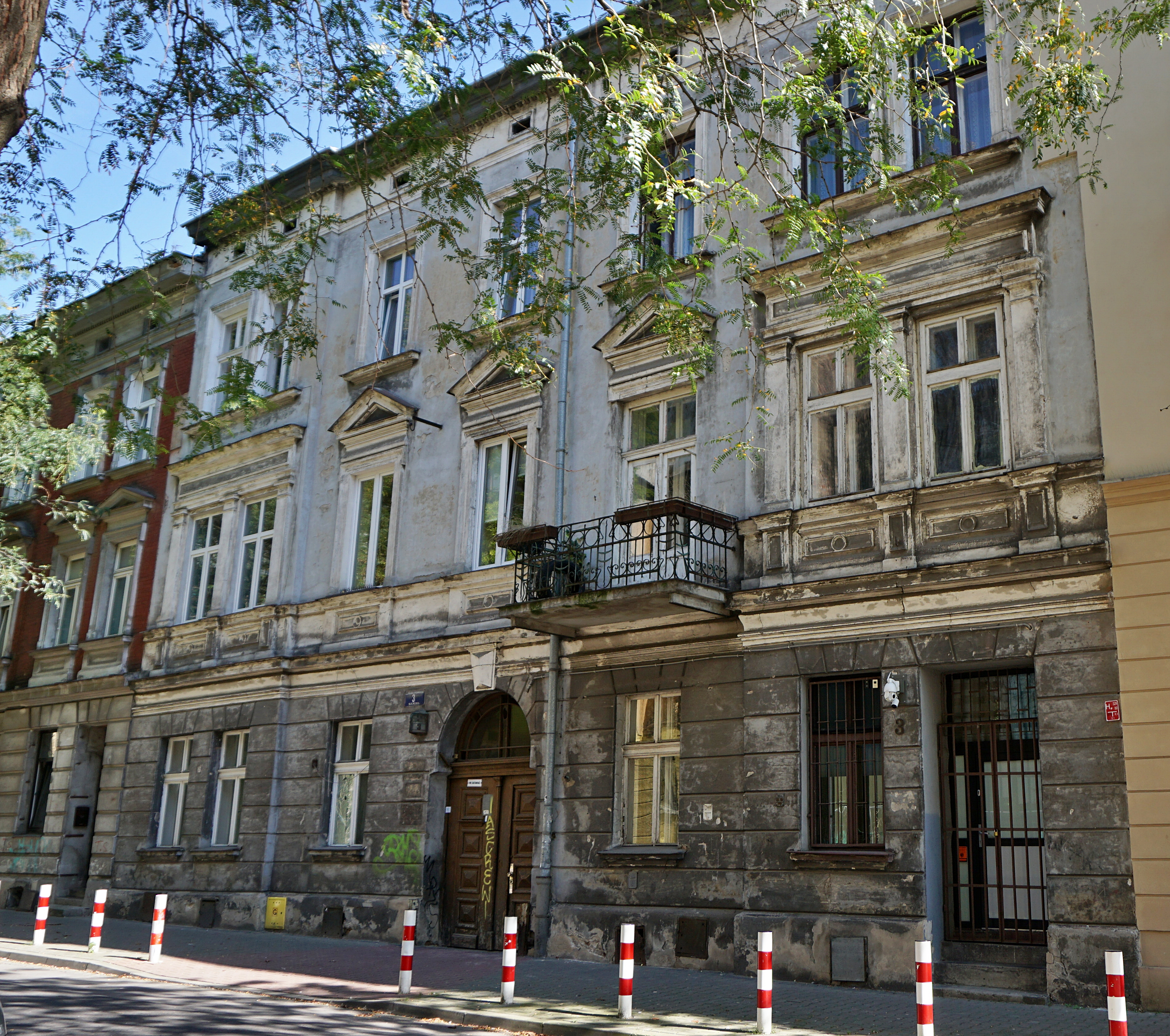
ul. Józefa Dwernickiego 3 Kamienica (ok. 1890)
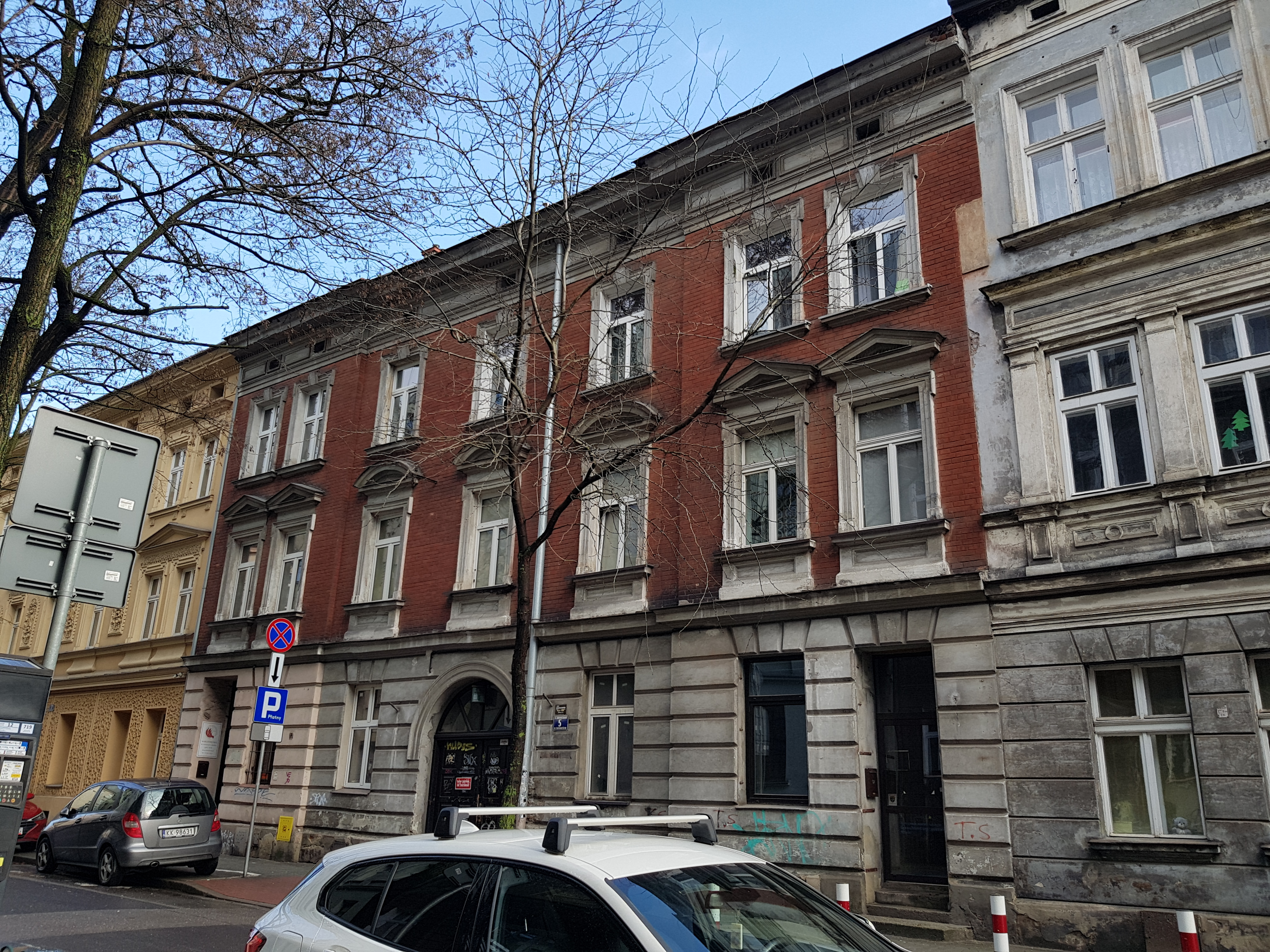
ul. Józefa Dwernickiego 5 Kamienica (1913)
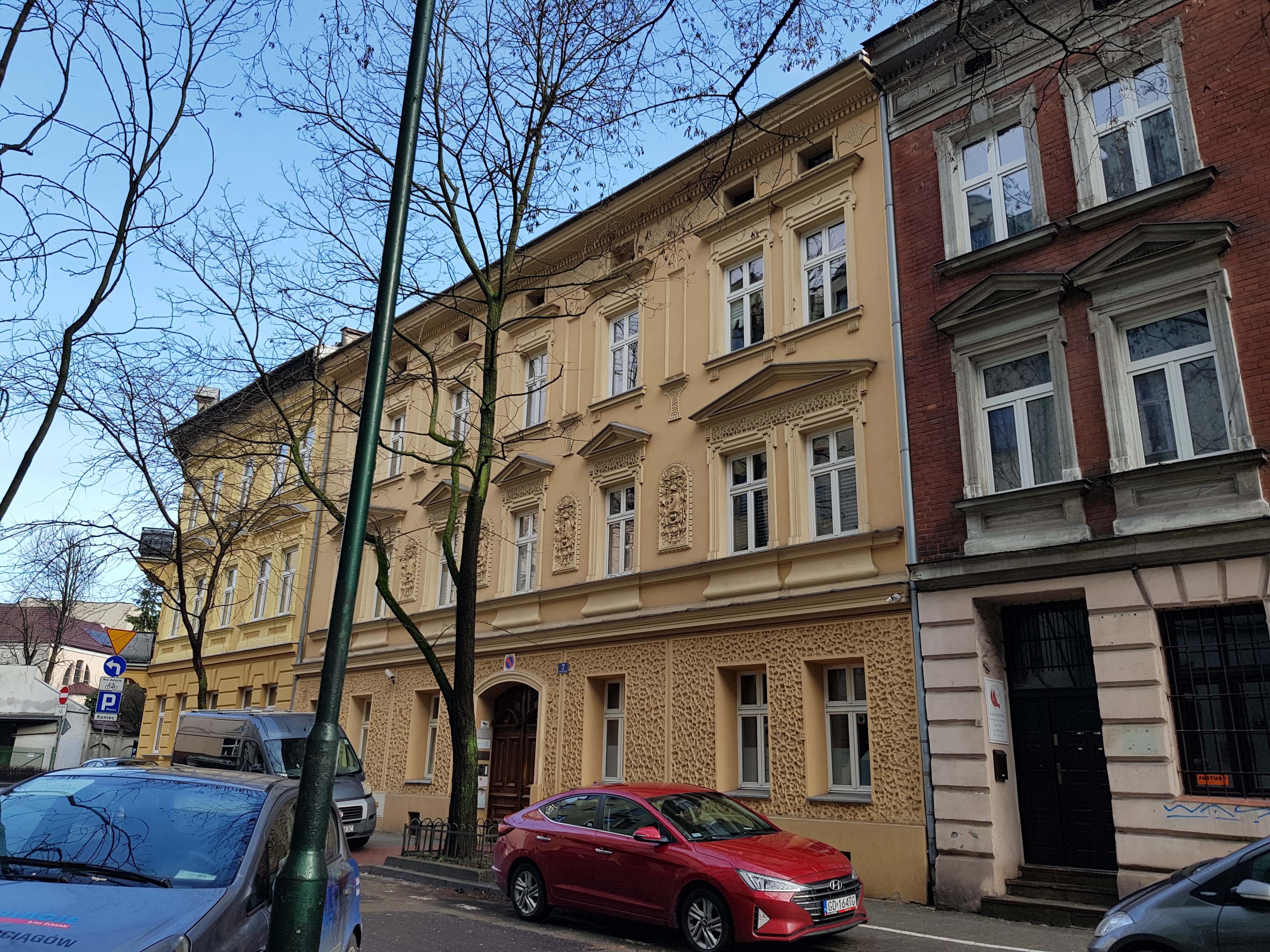
ul. Józefa Dwernickiego 7 Kamienica (proj. Kazimierz Hanisz, 1892)